# 랑고바르드인의 왕
랑고바르드인의 왕(라틴어: rex Langobardorum)은 랑고바르드 왕국 및 랑고바르드 분국의 국가원수이다.

## 목록

### 랑고바르드 왕국
- 알보이누스 (568년–572년)
- 클레프(572년–574년)

10년간의 공백기
- 아우타리 (584년–590년)
- 아길룰푸흐 (591년–616년경)
- 아달오알두스 (616년경-626년경)몬차 대성당안에 보관되어 있는 랑고바르드의 철제 왕관
- 아리오알두스 (626년경–636년)
- 로타리 (636년–652년)
- 로도알두스 (652년–653년)

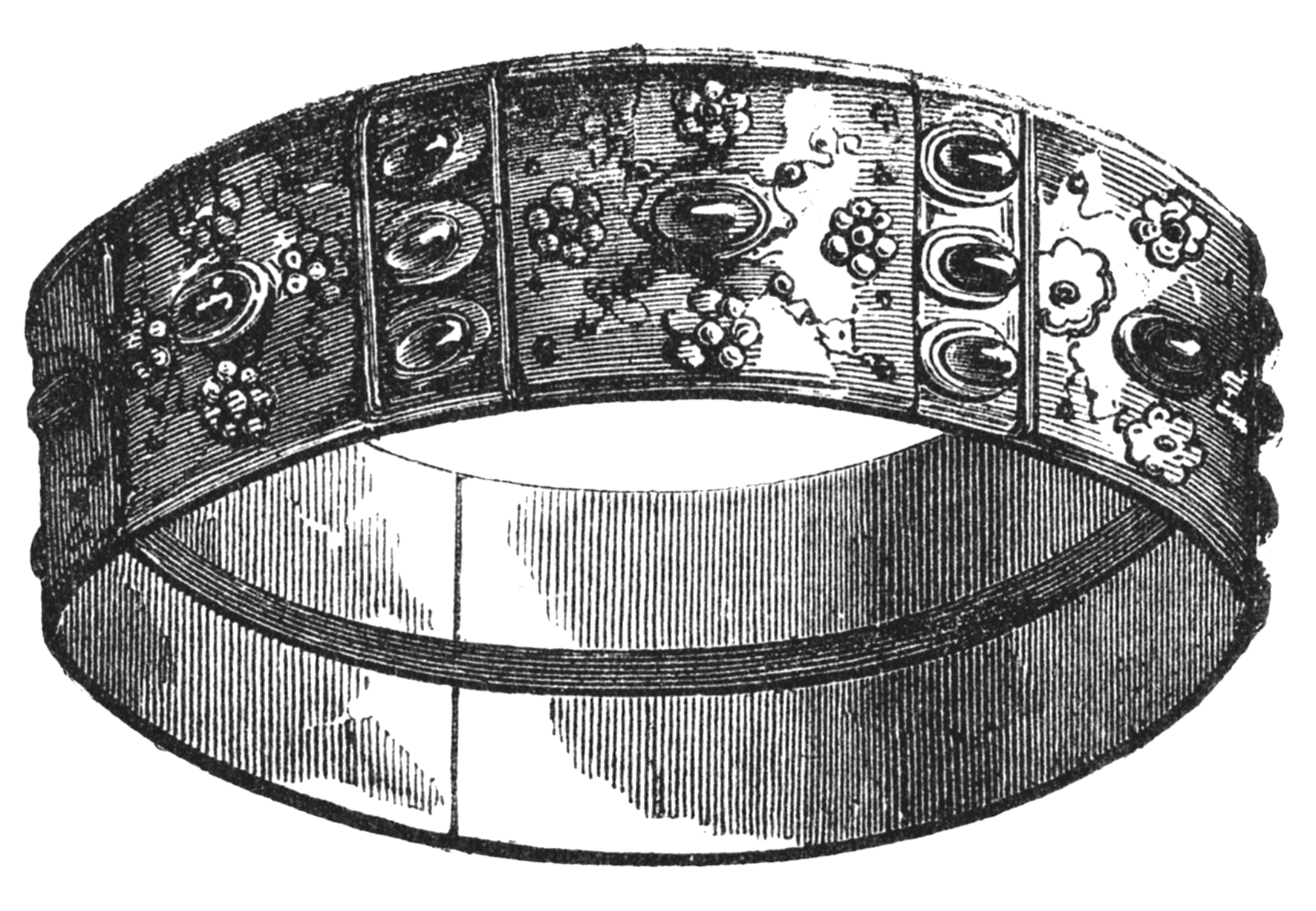
몬차 대성당안에 보관되어 있는 랑고바르드의 철제 왕관

- 아리페르투스 1세 (653년–661년)
- 베르타리두스와 고데페르투스 (661년–662년)
- 그리모알두스 (662년–671년)
- 베르타리두스 (671년–688년), 추방에서 돌아와 복위
- 알라히스 (688년–689년), 반란
- 쿠니페르투스 (688년–700년)
- 리우트페르투스 (700년–701년)
- 라긴페르투스 (701년)
- 아리페르투스 2세 (701년–712년)
- 안스프란두스 (712년)
- 리우트프란두스 (712년–744년), 복위
- 힐데프란두스 (744년)
- 라트키스 (744년–749년)
- 아이스툴푸스(749년–756년)
- 데시데리우스 (756년–774년)

### 랑고바르드 분국
- 샤를마뉴 (774년-781년)
- 피피노 카를로만 (781년-810년)
- 베른하르트 (814년-818년)
- 루트비히 1세 (818년-822년)
- 로타르 1세 (818년-855년)
(840년-855년) (아들 루트비히와 공동)
- 루트비히 2세 (839년-875년)
- 카를 2세 (875년-877년)
- 카를로만 3세 (877년-880년)
- 카를 3세 (880년-888년)
- 베렝가리오 1세 (888년-924년)

888년부터 933년까지, 여러 명이 서로 이탈리아의 왕위를 주장하였고 서로가 롬바르드의 왕 또는 롬바르디아의 왕이라고 칭하였다. 955년에 이탈리아의 왕권은 오토 1세에게 넘어갔다.
| - 귀도 (889년–894년) - 람베르토 (892년–898년) | - 아르놀포 (896년–899년) - 라톨드 (896년) | - 루이지 3세 맹인왕 (900년–905년) |

- 로돌포 (922년–933년)
- 우고 (924년–947년)
- 로타리오 3세 (947년–950년)
- 베렝가리오 2세 (950년–961년)
- 아달베르토 (950년–963년)

## 같이 보기
- 랑고바르드 왕국